# Сутырин, Борис Алексеевич
Бори́с Алексеевич Суты́рин (28 сентября 1931, Астрахань ― 8 марта 2013, Екатеринбург) ― советский и российский историк, доктор исторических наук, профессор, ректор Свердловского государственного педагогического института (1984—1994), Заслуженный работник высшей школы Российской Федерации (2000).

## Биография
Родился 26 сентября 1931 года в городе Астрахань в семье рабочих судоремонтного завода.
Окончив школу, поступил на историческом факультете Ленинградского государственного университета, где слушал лекции таких известных историков, как академика В. В. Струве, профессоров К. М. Колобова, В. В. Мавродин, С. Б. Окунь, В. Г. Ревуненков и др.
Окончив университет работал учителем истории Нейво-Шайтанской средней школы в городе Алапаевск. В 1959 году поступил в аспирантуру Уральского государственного университете. В 1964 году успешно защитил кандидатскую диссертацию на тему «Развитие речного транспорта в Камско-Чусовском бассейне в 1840—1870 гг.», работая на кафедре истории СССР Уральского университета. В 1968 году стал проректором УрГУ по учебной работе.
С 1970 по 1974 год Сутырин заведовал кафедрой архивоведения, с 1977 по 1984 год заведовал кафедрой истории СССР досоветского периода. Способствовал открытию новых специальностей «историко-архивоведение», «политэкономия», «социология», «культурология». Борис Сутырин стал одним из инициаторов разработки программы Министерства высшего образования РСФСР «Духовная культура трудящихся Урала». Также подготовил специалистов по полевой археографии, открыл лабораторию археографических исследований и первый в стране вузовский музей редкой книги.
В 1971 году избран председателем Уральского отделения Археографической комиссии АН СССР. В 1984 году Борис Сутырин назначен ректором Свердловского государственного педагогического института, работал на этом посту до января 1995 год. При нём было завершено строительство учебных корпусов комплекса пединститута на проспекте Космонавтов. Там были открыты новые факультеты: исторический, экономический, социально-педагогический и психологии; стали действовать филиалы вуза в Каменск-Уральском, Первоуральске и Новоуральске.
В 1993 году педагогический институт одним из первых в России получил статус педагогического университета. Борис Сутырин установил и развивал связи с вузами США, Германии, Франции, Англии, Бельгии и Японии. В 1992 году Сутырин возглавил первую кафедру тогда еще молодого исторического факультета — всеобщей истории.
Область научных интересов — история промышленного переворота на Урале, история народного образования Урала. Написал более 100 научных и учебно-методических работ, под его руководством подготовлено и защищено 6 кандидатских диссертаций.
Награждён Орденом «Знак Почёта», медалями «За доблестный труд», «Ветеран труда», почётными грамотами. В 1995 году ему было присвоено почетное звание «Заслуженный деятель всероссийского музыкального творчества», а в 2000 году был удостоен почётного звания «Заслуженный работник высшей школы Российской Федерации».
Скоропостижно скончался 8 марта 2013 года в Екатеринбурге. Похоронен на аллее урновых захоронений Сибирского кладбища.

## Награды и звания
- Орден Знак Почёта
- Медаль «Ветеран труда»
- Заслуженный работник высшей школы Российской Федерации

## Научные труды
- Наемный труд на горнозаводских караванах Урала в 1-й пол. XIX в. // Наемный труд в горнозаводской промышленности Урала. — Свердловск, 1964.
- Транспорт Урала в период промышленного переворота (1840—1880) // Учен. зап. Урал. гос. ун-та. — 1970. — № 105.
- Судорабочие Урала в XIX в. // Рабочие Урала в период капитализма: 1861—1917 гг. — Свердловск, 1985.
- Очерки истории Свердловска: 1723—1973. — Свердловск, 1973 (в соавт.).
- Уральский государственный университет. — Свердловск, 1980 (в соавт.).
- История социальной работы в России с древнейших времен до 1917 г.: аннотир. библиогр. указ. — Екатеринбург, 1999 (в соавт.).
- Россия и Запад в 1-й пол. XIX в. // Россия и мир: учеб. пособие. — Екатеринбург, 1999; История социальной работы в России: учеб. пособие. — М., 2001 (в соавт.).